# 399442 Radicofani
399442 Radicofani è un asteroide della fascia principale esterna. Scoperto nel 2002, presenta un'orbita caratterizzata da un semiasse maggiore pari a 3,003244 UA e da un'eccentricità di 0,055902, inclinata di 9,819057° rispetto all'eclittica.
È dedicato alla cittadina di Radicofani, dove ha sede l'Osservatorio astronomico di Monte Calcinaio.